# 구사쓰정 (시가현)
구사쓰정(草津町)은 일본 시가현 구리타군에 설치되었던 정이다. 현재의 구사쓰시의 중심부에 해당한다.